# گرانده (شهرستان سوکوووف)
گرانده (به لهستانی:  Grądy) یک روستا در لهستان است که در گمینا ستردنگ واقع شده‌است.